# Euopius simplificatus
Euopius simplificatus är en stekelart som beskrevs av Fischer 1967. Euopius simplificatus ingår i släktet Euopius och familjen bracksteklar. Inga underarter finns listade i Catalogue of Life.